# Tassis Christoyannis
Tassis Christoyannis, né à Athènes en 1967, est un chanteur d'opéra grec. Il est baryton et se produit dans un répertoire essentiellement français et italien.

## Biographie

### Formation et débuts
Il a étudié la direction d'orchestre et la composition au Conservatoire d'Athènes et le chant avec Aldo Protti, remportant la Médaille d'Or Aldo Protti en 1994.
Il devient ensuite membre de la troupe de l'Opéra national de Grèce à Athènes jusqu'en 1999, ce qui lui permet l'accès à de nombreux rôles dans plusieurs types de répertoire tels que Belcore (L'Élixir d'amour), Don Carlos (Ernani), Papageno (La Flûte enchantée), Conte Di Luna (Le Trouvère), Figaro (Le Barbier de Séville), Guglielmo (Così fan tutte), Eugène Onéguine.
Durant les années 2000, il est membre de la troupe du  Deutsche Oper am Rhein de Düsseldorf qui lui permet d'aborder quelques autres rôles du répertoire italien, dans Verdi avec Posa (Don Carlos), Germont (La Traviata) et dans le Bel canto avec  Enrico (Lucia di Lammermoor), Dandini (La Cenerentola), Taddeo (L'Italienne à Alger).

### Carrière
En 2007, il est remarqué par le critique du magazine Res Musica pour ce rôle d'Enrico dans un Lucia di Lammermoor donné au grand théâtre de Tours, qui note alors « une belle découverte, le baryton grec Tassis Christoyannis, fort bien chantant, avec une voix soyeuse et bien timbrée, à laquelle il manque néanmoins des nuances ». Il reprend le rôle fin 2007 à l'opéra d'Amsterdam.
Il enchaîne alors de nombreux rôles sur les scènes internationales et fait ses débuts au théâtre de la  Monnaie de Bruxelles en 2005 en Germont dans la Traviata et à l'Opéra de Paris en Olivier dans le Capriccio mis en scène par Robert Carsen en septembre 2007.
Il endosse ensuite le rôle d'Oreste dans le rare Andromaque de Grétry donné successivement au Théâtre des Champs Elysées puis au Bozar de Bruxelles en octobre 2009 et enfin au Festival de Radio France à Montpellier en juillet 2010, où la critique souligne « Doté d’un timbre de bronze, solide et homogène sur toute la tessiture, le baryton grec constitue la véritable révélation de la soirée. Son Oreste, éperdu, bascule inexorablement dans la folie avec une progression subtile qui culmine dans une scène finale proprement hallucinante. »
Il est à nouveau Figaro dans le Barbier de Séville en 2010 à Genève dans la mise en scène de Damiano Michieletto et Ford dans un Falstaff donné au théâtre Graslin à Nantes en 2011 où le critique souligne « Tassis Christoyannis arrache son personnage à sa coutumière raideur et déploie une belle vis comica jusqu’à la limite de l’excès parfois. Qu’importe, nous rions, et les moyens vocaux sont au rendez-vous pour caractériser un Ford atypique et convaincant »
Il est ensuite Guy de Montfort dans les Vêpres siciliennes à Genève en 2011 dans une mise en scène de Christophe Loy puis, après un Macbeth à Bordeaux, retourne à l'Opéra de Paris pour un Figaro en 2012 suivi d'un Silvio (Pagliacci). Il incarne également le rôle de Germont père dans la Traviata dans de multiples salles, dont celles de Genève et de Nantes en 2013. Il termine l'année avec les honneurs des critiques pour son Don Giovanni à Tours qualifié de « libertin magnifique » et dont la critique souligne la magistrale prise de rôle « Tassis Christoyannis se joue des notes – il les a chacune, insolemment – et parvient à faire tourner tout le spectacle autour de lui ».
Il interprète également Taddeo de l'Italienne à Alger à l'opéra Garnier juste avant un engagement à l'opéra Comique dans le rôle-titre de l'œuvre Charles Lecocq, Ali Baba ,. Il se produit ensuite en Duparquet dans Ciboulette toujours salle Favart en 2015.
Il chante Marcello dans la Bohème à l'Opéra de Paris pour la reprise de la mise en scène de Jonathan Miller puis le comte Eletski dans la Dame de Pique en 2015 à Strasbourg dans la mise en scène de Robert Carsen
Il poursuit également de nouveaux rôles dans Verdi avec Posa (Don Carlo) à Strasbourg ou Simon Boccanegra à Bordeaux en 2016.
Sa participation à des enregistrements d'intégrales initiées notamment par le label  Palazzetto Bru Zane se généralise dans les années suivantes : Les Danaïdes de Salieri en 2015, Persée de Lully en 2017, Tarare de Salieri en 2019,  le Tribut de Zamora de charles Gounod  (rôle de Ben-Saïd), Maitre Peronilla d'Offenbach en 2020, Phèdre de Jean-Baptiste Lemoyne en 2020, le Timbre d'argent de Saint-Saëns en 2020, la Vestale de Spontini en 2023.
Il se spécialise également dans la mélodie française avec plusieurs CD. Il enregistre son premier CD solo, composé de mélodies de Félicien David en 2014 avec le label Apparté,qui sera suivi des Mélodies de Edouard Lalo, toujours avec le pianiste Jeff Cohen puis des mélodies de Benjamin Godard en 2016, de Fernand de La Tombelle en 2017,  de Charles Gounod en 2018 et l'intégrale des mélodies de Reynaldo Hahn en 2020, de César Franck en 2022.
En 2017, avec le ténor Yann Beuron, il enregistre également un recueil de mélodies de Saint-Saëns.
Avec le label du Palazzetto Bru Zane il participe à l'enregistrement de mélodies de Paul Dukas en 2015.
En 2024, il est nommé directeur artistique du théâtre Olympia d’Athènes et des ensembles musicaux de la municipalité d'Athènes.

## Discographie
- Félicien David : Mélodies. Aparté, 2014.
- Edouard Lalo : Complete Songs Tassis Christoyannis, Jeff Cohen, Aparté – AP110 2CD
- Benjamin Godard : Mélodies, Tassis Christoyannis, Jeff Cohen, Aparté – AP123
- Camille Saint-Saëns : Mélodies, Tassis Christoyannis, Jeff Cohen, Aparté – AP132
- Fernand de La Tombelle:  Mélodies, Tassis Christoyannis, Jeff Cohen, Aparté – AP148